# طاووسک بیشه‌ای ایزابلینا
طاووسک بیشه‌ای ایزابلینا یا بیشه‌مرغ دشتی (نام علمی: Amaurornis isabellina) نام یک گونه از تیره یلوگان است. ابن پرنده یک گونه نسبتاً بزرگ است که حدود ۴۰ سانتی‌متر طول دارد. بدن این گونه حنایی و قهوه‌ای است. این پرنده بوم‌زاد اندونزی و جزایر سولاوسی می‌باشد.